# Kalocsai kistérség
Kalocsai kistérség: kistérség Bács-Kiskun megyében, központja: Kalocsa.

## Települései
| Bátya      | Drágszél  | Dunapataj | Dunaszentbenedek | Dunatetétlen |
| Dusnok     | Fajsz     | Foktő     | Géderlak         | Hajós        |
| Harta      | Homokmégy | Kalocsa   | Miske            | Ordas        |
| Öregcsertő | Solt      | Szakmár   | Újtelek          | Uszód        |

## Külső hivatkozások
- Kalocsa.lap.hu